# صبغة (نبات)
الصَّبغة أو اللَّكّية (باللاتينية: Phytolacca) جنس نباتي يتبع الفصيلة الصبغية (باللاتينية: Phytolaccaceae) ويضم عدة أنواع. تعد أنواعه من النباتات السامة.

## من أنواعها
- الصبغة الأمريكية (باللاتينية: Phytolacca americana)
- الصبغة البوغوتية (باللاتينية: Phytolacca bogotensis)
- الصبغة التوتية (باللاتينية: Phytolacca acinosa) أو الصبغة اللحمية (باللاتينية: Phytolacca esculenta)
- الصبغة الحبشية (باللاتينية: Phytolacca abyssinica)
- الصًبغة الساندويشية (باللاتينية: Phytolacca sandwicensis)
- صبغة سباعبة الأسدية (باللاتينية: Phytolacca heptandra)
- صبغة عشارية الأسدية (باللاتينية: Phytolacca octandra)
- صبغة علمية الأسدية (باللاتينية: Phytolacca icosandra)
- الصبغة المتلالئة (باللاتينية: Phytolacca pruinosa)
- الصبغة مختلفة البتلات (باللاتينية: Phytolacca heteropetala)
- الصبغة النهرية (باللاتينية: Phytolacca rivinoides)
- صبغة اثني عشرية الأسدية (باللاتينية: Phytolacca dodecandra)